# Vallada
Vallada es un municipio de la Comunidad Valenciana, España. Perteneciente a la provincia de Valencia y a la comarca de La Costera.

## Geografía

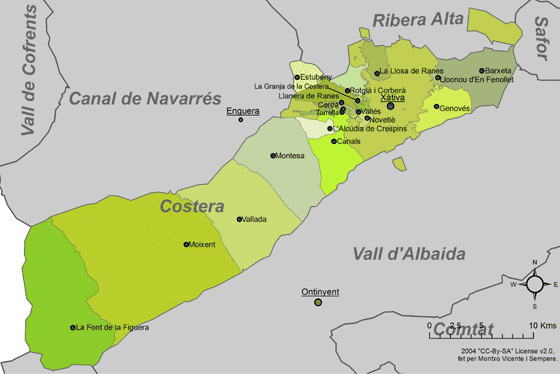
Localización en la comarca de La Costera

Integrado en la comarca de La Costera, se sitúa a 76 kilómetros de Valencia. El término municipal está atravesado por la autovía A-35 (Almansa-Játiva) y por carreteras locales que conectan con Mogente, Onteniente y Ayelo de Malferit. El relieve lo configuran fundamentalmente el río Cáñoles y su valle abierto en dirección SO-NE, siguiendo la dirección marcada por la Serra Grossa, que flanquea el valle por la parte meridional con orientación prebética y la Serra de Enguera, situada en la parte septentrional, último eslabón del poderoso Macizo Cretácico del Caroche. La altitud oscila entre los 903 m al sur, en el límite con Onteniente, y los 220 m a orillas del río Cáñoles. El pueblo se alza a 291 m sobre el nivel del mar.
El clima es entre mediterráneo y continental, con temperaturas medias que oscilan entre los 8.º del mes de enero y los 24.º del mes de agosto, y con una media de precipitaciones anuales de aproximadamente 439 mm³.

### Localidades limítrofes
| Noroeste: Enguera | Norte: Enguera y Montesa | Nordeste: Montesa          |
| Oeste: Mogente    |                          | Este: Montesa              |
| Suroeste: Mogente | Sur: Onteniente          | Sureste: Ayelo de Malferit |

## Historia
Son varios los materiales que se conservan desde el Paleolítico hasta la época medieval. Será en época romana cuando encontramos un posible origen urbano de la población, con el descubrimiento en 1987 de restos constructivos, cerámicos y líneas de muros, que indicaban la existencia de un asentamiento de este periodo en la misma población. Una "villa" de cierta entidad, con una amplia cronología, situada en una zona profundamente romanizada como es el valle del río Cañoles, por el que discurría la "Vía Augusta".
Poco se conoce de la Vallada musulmana, salvo la pervivencia de algunos topónimos en el término municipal, el trazado de alguna de sus calles que paulatinamente iría desapareciendo tras la conquista cristiana, y los materiales cerámicos conservados en el museo municipal. En el año 1244, merced a la capitulación suscrita entre el rey Jaime I y el alcaide andalusí de Játiva, y en virtud de este pacto, el alcaide musulmán cedía al rey conquistador el castillo menor de Játiva y adquiría el compromiso de entregar la fortaleza mayor pasados dos años. A cambio de ello recibía los castillos de Montesa y Vallada.
En opinión de los especialistas, la base etimológica del topónimo habría que buscarla en el latín, y sería precisamente en la fase lingüística mozárabe cuando Vallada tomaría su nombre.
El 16 de octubre de 1289, Bernat de Bellvís, en representación del rey Alfonso III de Aragón, otorgaba escritura de población a 120 familias de cristianos viejos con la finalidad de repoblar Montesa y Vallada.
En 1319, el rey Jaime II otorgaba escritura de donación a la recién creada Orden y Caballería de Nuestra Señora de Montesa del castillo y villa de Montesa, así como del lugar de Vallada. Unos años después, y tras la solicitud de Arnau de Soler, segundo maestre de la Orden, el rey autorizaba el paso del Camino Real por el interior de la población, con todos los beneficios que supondría este hecho, tanto al lugar de Vallada, como a las rentas de la Orden. También quedarían incluidas en esta donación las alquerías de Gaixna y Gaixneta, que mantendrían su población, la primera hasta principios del siglo XVI, y la segunda, al parecer, hasta la segunda mitad del siglo XV; pasando después a ser partidas del término de Vallada.
El 14 de septiembre de 1547, Fray Pedro Luis Galcerán de Borja, Maestre de la Orden de Montesa otorgaba jurisdicción propia a los vecinos de Vallada. A partir de este momento el lugar de Vallada quedaría erigido en villa, siéndole designado término jurisdiccional propio el 17 de enero de 1548. En 1609, según el censo de Caracena, la villa tenía 200 casas.
La Guerra de Sucesión, y sus consecuencias se notarían en Vallada de modo especial. El hecho de ser población asentada en el Camino Real, y muy cercana a la frontera castellana, suponía un continuo trasiego de las tropas de ambos ejércitos por su interior, razón por la cual sufría más directamente los efectos de la contienda. De hecho la villa de Vallada quedaría empobrecida tras la guerra, a cambio de los continuos desembolsos de dinero y alimentos para el sostenimiento de las tropas que continuamente transitaban por ella.
A mediados de centuria, sufría los efectos del terremoto que desde el 23 de marzo de 1748 habían afectado a buena parte del territorio valenciano.
A finales del siglo XVIII se había producido un importante crecimiento demográfico, que iría unido a un no menos notable crecimiento del casco urbano de Vallada.
Los daños ocasionados por las catástrofes naturales que padecería Vallada y su término en la segunda mitad del siglo XIX, y las reformas y mejoras en el interior del casco urbano resumirían un siglo en el que la tendencia alcista de la población se concretaría en los 2791 habitantes con que contaría Vallada en el último año del siglo.

## Demografía
Vallada cuenta con una población de 3079 habitantes (INE 2024).
| Gráfica de evolución demográfica de Vallada entre 1842 y 2021                                                       |
| |
| Población de derecho según los censos de población del INE Población de hecho según los censos de población del INE |

## Economía
La principal actividad económica es la industria de muebles de ratán, bambú, pino, médula. Con una amplia oferta de todo tipo de mobiliario para interior y exteriores, con diseño y con alternativas para completar la decoración y amueblado de cualquier vivienda.

## Administración y política
| Periodo   | Nombre                     | Partido   |
| --------- | -------------------------- | --------- |
| 1979-1983 | José Martínez Cerdà        | PSPV-PSOE |
| 1983-1987 | José Martínez Cerdà        | PSPV-PSOE |
| 1987-1991 | Fernando Mª Giner Giner    | PP        |
| 1991-1995 | Fernando Mª Giner Giner    | PP        |
| 1995-1999 | Fernando Mª Giner Giner    | PP        |
| 1999-2003 | Fernando Mª Giner Giner    | PP        |
| 2003-2007 | Fernando Mª Giner Giner    | PP        |
| 2007-2011 | Fernando Mª Giner Giner    | PP        |
| 2011-2015 | Vicente Perales Calabuig   | PP        |
| 2015-2019 | María José Tortosa Tortosa | PSPV-PSOE |
| 2019-2023 | María José Tortosa Tortosa | PSPV-PSOE |
| 2023-act. | María José Tortosa Tortosa | PSPV-PSOE |

## Patrimonio
- Capilla del Divino Juez. Sería edificada tras el terremoto del año 1748, en el lugar en que durante muchos meses estuvo resguardado el Santísimo en improvisada capilla, ante el temor del hundimiento del templo parroquial.
- Ermita de San Sebastián. La actual ermita que sustituiría a una anterior, ya documentada en el siglo XVI, y derribada alrededor de 40 años después de iniciado el siglo XVIII, quedaría terminada en el año 1746.
- Ermita del Cristo. Vino a sustituir la vieja capilla del calvario, y sería construida a mediados del siglo XIX.
- Iglesia parroquial. Dedicada a San Bartolomé Apóstol. En el año 1564 el maestro picapedrero Domingo de Gamieta empezaría la construcción del actual templo parroquial; que tras varias fases constructivas sería culminado definitivamente tras la edificación de la capilla en la segunda mitad a del siglo XVIII.
- Casco Antiguo. Calles "San Cayetano y Santa Rosa". Dos de las calles más representativas del casco antiguo de Vallada.
- El castillo de Vallada, conocido también como Castillo de Umbría, es un castillo de origen musulmán situado en el paraje de La Peña sobre un montículo a 520 m de altitud, desde donde se domina todo el valle del río Cañoles.

## Lugares de interés
- El túnel del sumidor. La columna vertebral de esta zona de interés natural estaría formada por el eje hidrográfico: Brolladors, túnel del Sumidor y fuente de la Saraella. Este eje posibilita la aparición de una morfología subterránea muy pintoresca. Tanto els Brolladors como la fuente de la Saraella son dos cavidades pequeñas que actualmente han sido colmadas o han sufrido desplomes y aparecen, sobre todo esta última, como simple manantial. Otro aspecto importante es la calidad de las aguas, que pasan de ser dulces a saladas. Este túnel transcurre por materiales yesosos del Keuper. El Túnel del Sumidor es la cavidad más importante del mundo en desniveles Kársticos y presenta un desnivel provisional de 205 m., en un recorrido de aproximadamente 1300 m., lo que la convierte en la cavidad más profunda del mundo de las desarrolladas en yesos. La entrada al túnel se encuentra en una pequeña depresión en la cabecera del barranco del Penyó, junto al propio cauce. La entrada divide el túnel en dos partes, unas aguas arriba y otras aguas abajo. El recorrido del río aguas arriba es de unos 500 m y río abajo alrededor de 800 m.

Otras zonas de interés natural situadas en el término son:
- Barranco de Boquella y Tarrassos.
- Saraella, Peñón y Corda del Castell.
- Alto de la Cruz.
- Saraella llarga (río de agua salada con propiedades medicinales).

## Fiestas locales
- San Vicente Ferrer. Se celebra el lunes siguiente al Lunes de Pascua.
- Moros y Cristianos. De jueves a domingo de la segunda semana de septiembre. Destacan los trajes, el colorido, la luz y la música de su principal acto, el desfile.
- Fiestas patronales. Se celebran en honor a san Bartolomé, Santísimo Cristo del Monte Calvario y Virgen de Gracia durante los días 18 al 27 de agosto. Tienen todos los componentes tradicionales: Vaquillas, Toro Ensogado, Toro Embolado (se celebra por la noche y llevan los cuernos con un dispositivo donde se instalan las bolas a las que se les prende fuego siguiendo un ritual que le confiere un gran atractivo. Las luces de las calles se apagan y sólo queda el fuego del animal. Ancestral y mediterránea atracción para los que desconocen esta fiesta).

## Gastronomía
Cabe señalar los platos típicos de esta comarca valenciana, de los cuales destacan como más peculiares el "arroz al horno", el "arroz en tanda", el "puchero", el "arroz caldoso con judías y nabos", la paella, los "gazpachos".
En el apartado de la repostería existe una variedad de dulces. Destacan "los rosegones", "rosquillas de flora", "monjovena", "coca en llanda", "galletas", etc.